# Предкамье
Предкамье — географическая область России, расположенная по левому берегу Волги севернее Камы.
Находится на территории Республики Татарстан, условно разделяемой на три природно-географических района: Предволжье, Предкамье и Закамье.
Различают Западное (практически совпадает с исторической областью Арская сторона) и Восточное Предкамье.

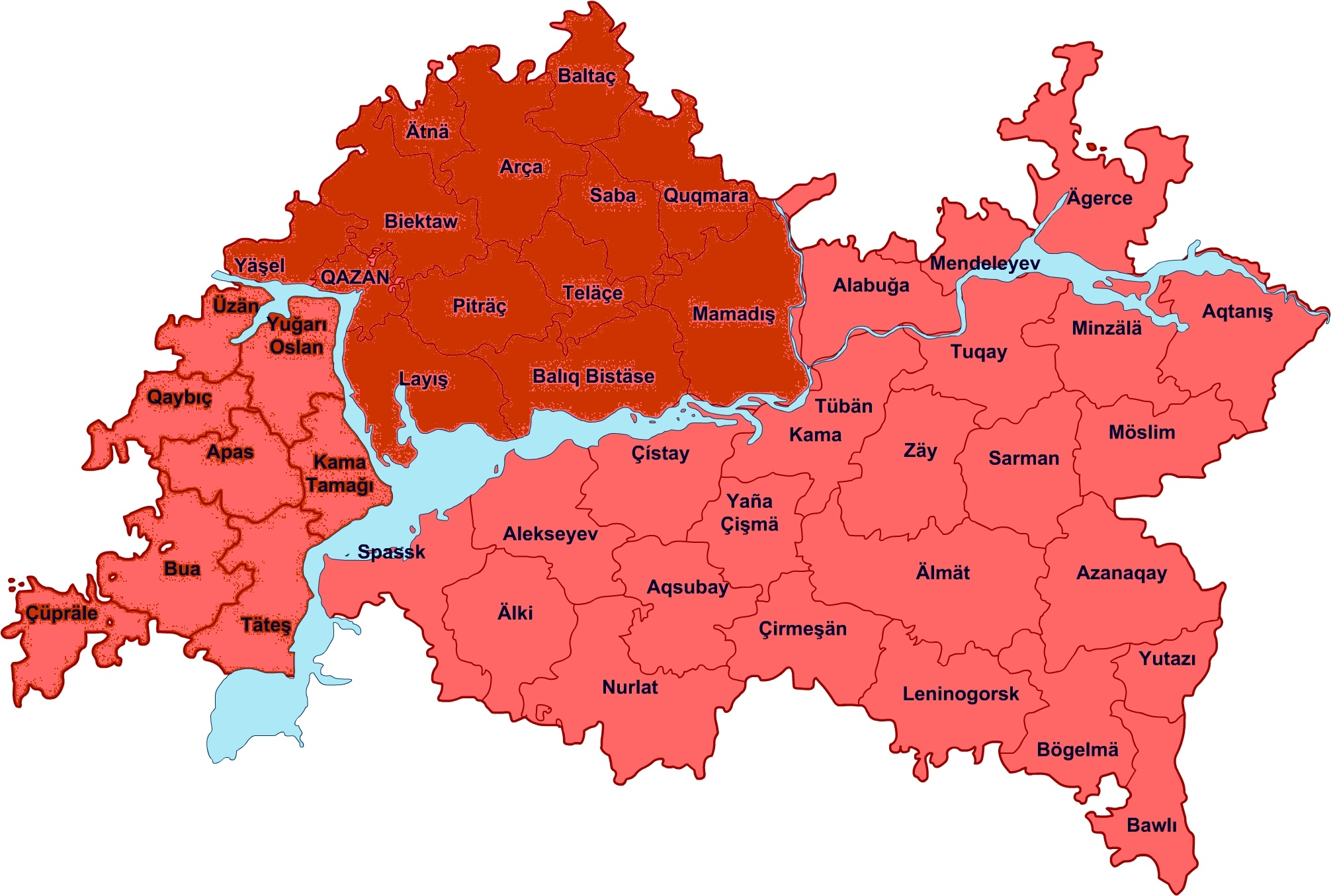
Расположение Западного Предкамья в современном Татарстане.

## Восточное Предкамье

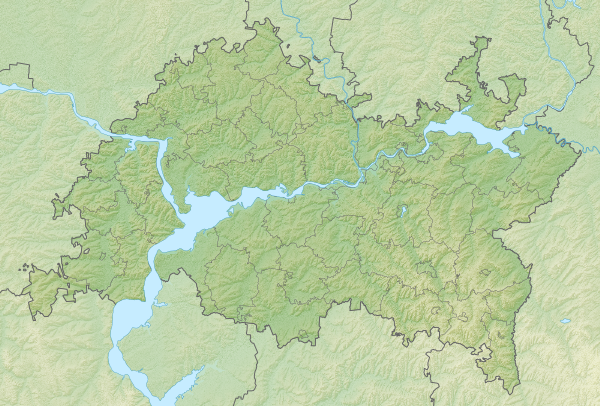
Карта Татарстана

### География
Восточное Предкамье находится севернее реки Камы и восточнее реки Вятки.
Рельеф преимущественно равнинный. Преобладают серые лесные почвы.
Годовое количество осадков от 480 до 530 мм.

### Хозяйственное использование
Восточное Предкамье расположено в лесной зоне, относится к подзоне южной тайги. Леса занимают около 15 % территории региона.
Основная площадь занята пахотными землями сельскохозяйственного назначения.
В южной части региона ведётся добыча нефти.

### Административные районы
На территории Восточного Предкамья расположены следующие административные районы Татарстана:
- Агрызский район,
- Елабужский район,
- Менделеевский район.

### Природные памятники

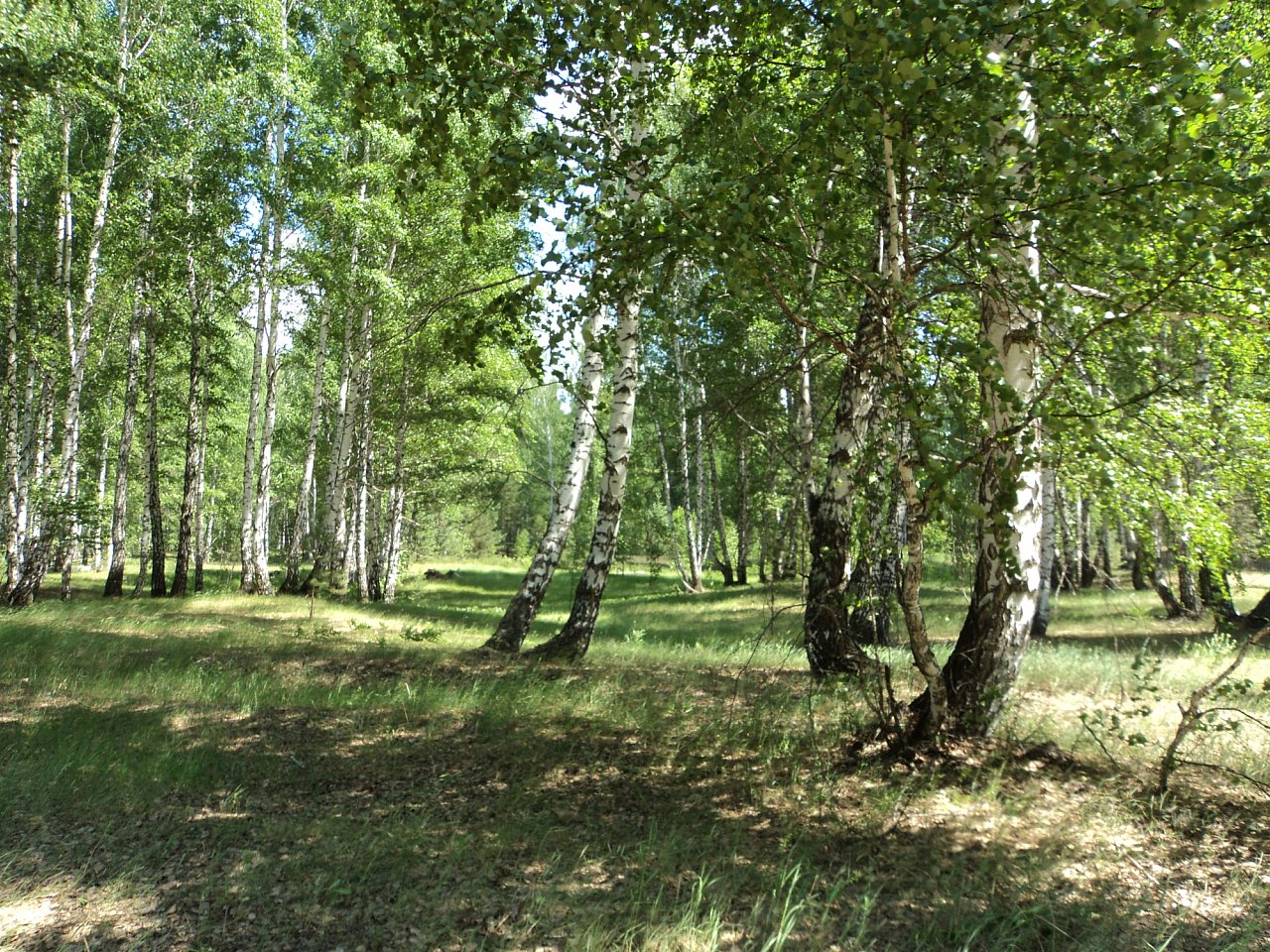
Заказник «Кичке-Тан»

В Елабужском районе располагается основная часть национального парка «Нижняя Кама».
В Восточном Предкамье находятся памятники природы регионального значения:
- заказник «Кичке-Тан» в Агрызском районе,
- река Иж,
- река Тойма.

## Западное Предкамье

### География
Западное Предкамье находится по левобережью реки Волги, севернее реки Камы и западнее реки Вятки.
Рельеф преимущественно равнинный, с большим количеством оврагов. Преобладают серые лесные почвы, занимающие около 70 % общей площади.
Годовое количество осадков от 490 до 540 мм.

### Хозяйственное использование
Западное Предкамье находится в зоне южной тайги и смешанных лесов. Около 17 % территории региона занято лесами. Наибольшая лесистость сохранилась в Мамадышском районе.
Пахотные земли в разных районах Западного Предкамья занимают от 61 % до 86 % площади.

### Административные районы
На территории Западного Предкамья расположены следующие административные районы Татарстана:
- Арский район,
- Атнинский район,
- Балтасинский район,
- Высокогорский район,
- Кукморский район,
- Лаишевский район,
- Мамадышский район,
- Пестречинский район,
- Рыбно-Слободский район,
- Сабинский район,
- Тюлячинский район,
- левобережная часть Зеленодольского района.

### Природные памятники

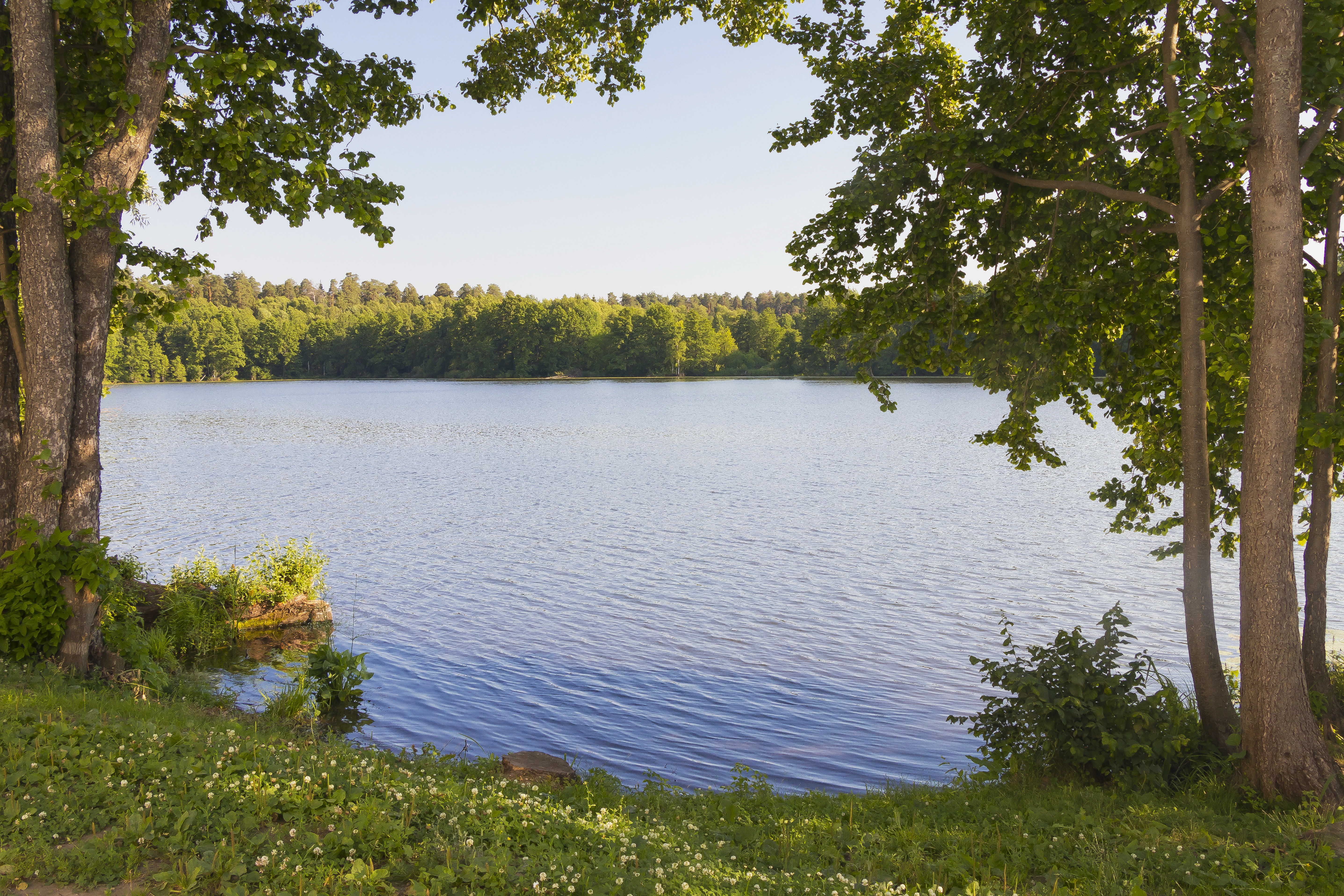
Раифское озеро в Волжско-Камском заповеднике

В Западном Предкамье находится Волжско-Камский заповедник, состоящий из двух участков — Раифского (в Зеленодольском районе) и Сараловского (в Лаишевском районе).
Памятники природы регионального значения:
- река Казанка,
- Голубые озёра на окраине Казани,
- заказник «Ашит» в Атнинском районе.

### Культурно-исторические памятники
В Зеленодольском районе находится остров-град Свияжск.